# Roman Šiškin
Roman Aleksandrovič Šiškin (in russo Роман Александрович Шишкин?; Voronež, 27 gennaio 1987) è un ex calciatore russo, di ruolo difensore.

## Caratteristiche tecniche
È un giocatore molto duttile, che predilige giocare come terzino destro ed all'occorrenza anche sulla fascia opposta e come mediano davanti alla difesa.

## Carriera

### Nazionale
Viene convocato per gli Europei 2016 in Francia.

## Palmarès

### Club

#### Competizioni nazionali
- Coppa di Russia: 1

Lokomotiv Mosca: 2014-2015